# Asterousia
Asterousia (in greco Αστερουσίων?) è un ex comune della Grecia nella periferia di Creta (unità periferica di Candia) con 6 303 abitanti secondo i dati del censimento 2001.
È stato soppresso a seguito della riforma amministrativa, detta Programma Callicrate, in vigore dal gennaio 2011 ed è ora compreso nel comune di Archanes-Asterousia.

## Geografia fisica
Il comune giace a sud est del villaggio di Charaki situato sul confine del comune di Nikos Kazantzakis a Nord ed il mare Libico a sud. Ad ovest confina con i comuni di Kofina ad ovest e di Arkalochori ad Est. Ha una popolazione di 7 000 abitanti ed una superficie di 204 km². La sede del municipio è Pirgos con 1 000 abitanti

## Accesso
La strada di accesso principale è Iraklio Choudetsi Tefeli Pretoria Pirgo.

## Natura
- Le gole di Aba vicino al villaggio di Paranymfoi con una piccola cascata. Le gole di Ethia e diMesochorio.
- Le spiagge di Pera Tsoutsoura, Maridaki, Ai Nikitas con un bel palmeto, e Tris Ekklisies.
- La zona boscosa intorno al capoluogo

## Pyrgos
Il villaggio di Pyrgos è la sede del municipio. È situato a un'altitudine di 290 metri a 50 km da Iraklio, lungo la strada Cnossos - Peza- Houdetsi- Tefeli- Ligortinos- Protoria- Pirgos. Ulteriore accesso a Pirgos è dal villaggio di Mires verso Agii Deka-Asimi-Pirgos. È menzionato per la prima volta in un censimento del 1577 voluto dai Veneziani. San Giorgio e San costantino sono due chiesette Una festa religiosa si tiene ogni 26 agosto giorno della Trasfigurazione di Cristo nel calendario ortodosso.

## Località
Il comune è suddiviso nelle seguenti comunità:
1. Achedrias
2. Charakas
3. Charaki
4. Kalyvia
5. Ligortynos
6. Messochori
7. Paranymfi
8. Protoria
9. Pyrgos
10. Tefeli